# Infinitesimalkalkyl
| Isaac Newton och Gottfried Wilhelm von Leibniz utvecklade infinitesimalkalkylen under början av 1700-talet |  | Isaac Newton och Gottfried Wilhelm von Leibniz utvecklade infinitesimalkalkylen under början av 1700-talet |
| Isaac Newton och Gottfried Wilhelm von Leibniz utvecklade infinitesimalkalkylen under början av 1700-talet |  | |

Infinitesimalkalkyl, från nylatinets infinitesimus, från infinit, med betydelsen oändlig, är den del av matematiken som behandlar gränsvärden, derivator och integraler. Namnet infinitesimalkalkyl syftar på de obegränsat (infinit) små tal som används. Termen inbegriper differentialkalkyl och integralkalkyl. Enkelt uttryckt kan man säga att en infinitesimalkalkyl inbegriper beräknandet av oändligt små tal samt oändligt stora tal. Man undersöker matematiska förhållandens förändringar när en variabel närmar sig en gräns. Kalkylen är en del av en analysmetod där huvudsakligen funktioner undersöks. Funktionerna uttrycks med hjälp av differential- och integralkalkyler betraktade i infinitesimala sektioner.

## Utveckling
Det var Isaac Newton och Gottfried Wilhelm von Leibniz som, oberoende av varandra, utvecklade infinitesimalkalkylen under början av 1700-talet. Colin Maclaurin spelade också in en del i utvecklandet av kalkylen. Vad de lyckades bestämma var en kurvas tangent och arean under en graf. Newton kom fram till detta genom att observera en partikels bana. Leibniz bestämde tangenten genom att observera och undersöka området runt en punkt som successivt förminskas till att bli väldigt liten. Newton integrerade, det vill säga bestämde grafens area genom att ha det faktum i åtanke att om man identifierar derivatan så kan man bestämma den primitiva funktionen. Leibniz delade in grafen i små delar som summerades ihop. Även om kritik mot metoden var vanlig, tvingades de flesta matematiker erkänna att vad Leibniz och Newton hade kommit fram till faktiskt fungerade.
Båda två kom fram till att en kurvas tangent och arean av en del under kurvan är motsatser till varandra. Newton letade efter kända differentierade uttryck, som samlade i en lista med lösningar för algebraiska uttryck, kunde lösa kalkylen genom att gå baklänges. Leibniz summerade av honom indelade rektanglar mellan kurvan och x-axeln. Detta samband är analysens huvudsats, och insikten om kalkylen ledde till en ny gren inom matematiken.
Vetenskapssamfundet Royal Society i London anklagade, efter påtryckningar av Isaac Newton, Leibniz för att ha stulit idén om infinitesimalkalkylen från Newton. Det finns inget idag som tyder på att så skedde.